# آران‌ای ویروس
آراِن‌اِی ویروس‌ها یا ویروس‌های دارای آراِن‌اِی (به انگلیسی: RNA virus)، انواعی از ویروس‌ها هستند که ژنوم یا مادهٔ ژنتیکی آن‌ها از نوع آراِن‌ای (RNA) است. آراِن‌ای این ویروس‌ها معمولاً آران‌ای تک‌رشته‌ای (ssRNA) و در برخی موارد، آران‌ای دو رشته‌ای (dsRNA) است. بیماری‌های قابل توجه انسانی ناشی از ویروس‌های آراِن‌اِی شامل بیماری ویروسی ابولا، سارس، هاری، سرماخوردگی، آنفلوانزا، هپاتیت سی، هپاتیت ئی، تب نیل غربی، فلج اطفال، سرخک، ویروس تی و بیماری کروناویروس ۲۰۱۹ (کووید ۱۹) است.
کمیتهٔ بین‌المللی طبقه‌بندی ویروس‌ها (ICTV)، این ویروس‌ها را بر اساس سیستم طبقه‌بندی بالتیمور، در گروه III، گروه IV و گروه V طبقه‌بندی کرده‌است. علاوه بر این سه گروه، گروه دیگری از آران‌ای ویروس‌ها به‌نام رتروویروس‌ها، تنها در بخشی از چرخهٔ زندگی خود دارای مقداری دی‌ان‌ای هستند. این ویروس‌ها در گروه VI قرار گرفته‌اند و ویروس اچ‌آی‌وی، عامل بیماری ایدز، از مهم‌ترین ویروس‌های این گروه است.

## طبقه‌بندی
آراِن‌اِی تک‌رشته‌ای براساس پولاریته (قطبیت) تعریف شده و در صورت هم‌قطب بودن پولاریته آراِن‌اِی و پولاریتهٔ آران‌ای پیام‌رسان مثبت است. در حالت مقابل، اگر این‌دو مکمل هم باشند پولاریته منفی محسوب می‌شود. ویروس‌های پولاریته منفی برای رونویسی از آراِن‌اِی پیامبر نیاز به آنزیم ویژه‌ای به‌نام ترانس‌کریپتاز خواهند داشت.
بعضی از آران‌ای ویروس‌های تک‌رشته‌ای که قادر به ایجاد عفونت در سلول‌های جانوری هستند. در درون ذرهٔ ویروسی یک دی‌اِن‌اِی پلیمراز وابسته به آراِن‌اِی به نام آنزیم رونوشت‌بردار معکوس (Reverse transcriptase) دارند.
در هنگام ایجاد عفونت، ژنوم آراِن‌اِی تک‌رشتهٔ ویروس با حدود ۱۰۰۰۰ نوکلئوتید همراه به آنزیم رونوشت‌بردار معکوس و یک آران‌ای حامل (tRNA) به عنوان حامل آنزیم برداشته شده از سلول میزبان قبلی وارد سلول میزبان جدید می‌شود. آران‌ای حامل تبدیل فوری آران‌ای ویروسی به دی‌ان‌ای دو رشته‌ای را تسهیل می‌نماید. آنزیم رونوشت‌بردار معکوس به عنوان دی‌ان‌ای پلیمراز وابسته به آران‌ای ابتدا سنتز یک رشته دی‌ان‌ای مکمل آران‌ای ویروسی را کاتالیز می‌کند. سپس با کمک محیط قلیایی NaOH رشتهٔ آران‌ای در هیبرید دی‌ان‌ای - آران‌ای تخریب شده و سپس به کمک دی‌ان‌ای پلیمراز I رشتهٔ دوم دی‌ان‌ای ساخته می‌شود و تکثیر ژنوم ویروس آغاز می‌شود.